# Perserne (Aischylos)
 Der er for få eller ingen kildehenvisninger i denne artikel, hvilket er et problem. Du kan hjælpe ved at angive troværdige kilder til de påstande, som fremføres i artiklen.

Perserne (472 f.kr.), af Aischylos, er den ældst bevarede græske antikke tragedie og den eneste med historisk værdi. Tragedien er et samtidsstykke, opført kun 8 år efter begivenhederne. Da tragedien er den ældst bevarede, er den derved også den første i brugen af et spøgelse.
Det primære fokus i Perserne er det afgørende søslag ved Salamis i 480 f.Kr., hvor grækerne forhindrede en invasion af den overlegne perserstyrke. Mere præcist er tragediens fokus, den persiske reaktion på deres nederlag. Skildres altså fra persisk side, med stor sympati for deres skæbne. (Aischylos deltog selv i Perserkrigene – han var af en adelig athensk familie)
Grundene til at perserne lider nederlag er at Xerxes begår Hybris – han sidestiller sig selv og sin magt med guderne og han forsøger at føre sit rige frem som sømagt samt derved at underlægge grækerne. Grundene er altså religiøst og politiskt forbundet. Guderne straffer Xerxes og han begår den fejl at lægge sig ud med et demokratisk styre som Athen med frie borgere, som vil ikke underlægges nogen.
Perserne er muligvis en del af en trilogi, hvor den første og sidste bog ikke skulle have noget med handlingen i Perserne at gøre.

## Tragediens indhold
Tragedien foregår i Persiens hovedstad Susa, på det kongelige palads. De ældste er repræsenteret ved koret, som har tillid til deres hær. Det forventes at grækerne, med kun 310 skibe, ikke vil være i stand til at modstå angreb af 1207 persiske skibe under ledelse af kong Xerxes, søn af den afdøde kong Darius. Darius's enke, Dronning Atossa (som også er Xerxes’ mor), kommer ind og fortæller rådsmedlemmerne om hendes foruroligende drøm, som hun tolker som forudanelser af dommedag for perserne. Mændene beder hende om at be til guderne og bede den døde Kong Darius til at gribe ind i kampen på vegne af deres styrker. Snart kommer en åndeløs og ophidset budbringer, sendt af Xerxes, og fortæller nyheden: grækerne har besejret de persiske hære ved at lokke dem ind i smalle stræder (Salamis), hvor deres store skibe ikke kunne manøvrere. Xerxes og hans efterladte krigere har trukket sig tilbage, men vil støde stor farer på vej hjem – som f.eks. vinterstorme, sult, og rasende lokale beboere. Lidt efter viser Darius’ spøgelse sig. Han bebrejder sin søn for sin arrogance og stolthed som har truet hele hans nation. Darius advarer om, at perserne aldrig igen må angribe Grækenland, og forsvinder derefter. Xerxes vender tilbage til Susa med sit tøj i laser. Han har ikke længere samme gudestatus, men er nu et ynkeligt, fejlbarligt menneske. Han er fyldt med anger, bebrejder kun sig selv, og har respekt for de græske soldater.

## Budskabet
Det primære budskab er en advarsel mod Hybris. Ved brug af perserne som eksempel, formidler Aischylos den arrogance, han ønsker at advare sit eget folk imod. Persernes skæbne som nederlag – er gengældelse fra guderne, for at sætte dem tilbage på deres retmæssige plads. Alles skæbne afgøres af guderne og selv de største kan bringes til nederlag – mest sandsynligt er det de største de forårsager gudernes vrede. Det endelige budskab fra Darius’ spøgelse til de ældste er at de skal nyde livet, mens de kan.